# Foodfight!
Foodfight! – amerykański animowany komputerowo film z 2012 roku wyreżyserowany przez Larry'ego Kasanoffa i wyprodukowany przez Threshold Entertainment. Światowa premiera odbyła się 15 czerwca 2012 w Wielkiej Brytanii.
Głosów w angielskiej wersji językowej użyczyli m.in. Charlie Sheen, Hilary Duff, Eva Longoria, Haylie Duff, Chris Kattan i Christopher Lloyd.

## Opis fabuły
Akcja filmu rozgrywa się w supermarkecie po jego zamknięciu. Głównymi bohaterami są produkty, które w nocy idą do klubu nocnego zwanego Copa-Banana. Pewnego dnia Lady X (Eva Longoria) i jej słudzy pojawiają się na półkach. Lady X sprzedaje Brand X Detergent, aby uzyskać władzę nad światem. Dex Dogtective (Charlie Sheen) i Daredevil Dan (Wayne Brady) muszą ją zatrzymać i obronić centrum handlowe przez Kenyą Argty.

## Obsada
Poniżej zamieszczona jest obsada dubbingu angielskiej wersji językowej filmu.
| Imię i nazwisko     | Rola                    |
| ------------------- | ----------------------- |
| Charlie Sheen       | Dex Dogtective (głos)   |
| Hilary Duff         | Sunshine Goodnes (głos) |
| Wayne Brady         | Daredevil Dan (głos)    |
| Eva Longoria        | Lady X (głos)           |
| Greg Ellis          | Hairy Hold (głos)       |
| Haylie Duff         | Sweet Cakes (głos)      |
| Chris Kattan        | Polar Penguin (głos)    |
| Christopher Lloyd   | Mr. Clipboard (głos)    |
| Karen Gallo Messore | Blue (głos)             |

## Twórcy
Casting przeprowadzili Heidi Klein i Robin Klein. Kierownikiem muzycznym był Michael Lloyd. Producentami wykonawczymi był Gregory Cascante razem z Dannym Suhem, Tomem Ortenbergiem i Joshuą Wexler, zaś producentami byli Larry Kasanoff, Alison Savitch, George Johnsen i Robert Engelman. Opowiadanie Larry'ego Kasanoffa i Joshuą Wexlera w scenariusz przekształcił Brent V. Friedman & Rebecca Swanson i Sean Catherine Derek. Reżyserował Larry Kasanoff.

## Dystrybucja
Film miał ograniczoną premierę kinową w Wielkiej Brytanii w czerwcu 2012 roku. Za dystrybucję filmu w Europie odpowiadało Boulevard Entertainment.
W 2013 film był dystrybuowany w USA na DVD i serwisach VOD za pośrednictwem Viva Pictures.

## Odbiór
Film spotkał się z negatywnym odbiorem krytyków i jest często określany jako jeden z najgorszych filmów animowanych jakie wyprodukowano.
W 2024 został opublikowany film dokumentalny Rotten: Behind The Foodfight! opisujący historię powstawania Foodfight! zawierający wywiady oraz materiały z wczesnej produkcji filmu.